# Ознобкина, Елена Вячеславовна
Еле́на Вячесла́вовна Озно́бкина (25 апреля 1959, Москва, СССР — 14 марта 2010, Москва, Россия) — советский и российский философ, педагог, исследователь пенитенциарной системы. Кандидат философских наук.

## Биография
Родилась 25 апреля 1959 года в Москве. Детство провела в городе Обнинске. Впоследствии семья вернулась в Москву, где в 1976 году Елена Ознобкина окончила среднюю школу. В 1977 году поступила на философский факультет Московского государственного университета имени М. В. Ломоносова, который окончила в 1982 году. Её дипломная работа «Единство проблематик трёх „Критик“ Канта» была посвящена анализу философии Иммануила Канта.
После окончания университета преподавала на кафедре философии Московского института инженеров сельскохозяйственного производства, одновременно учась в аспирантуре без отрыва от производства. В 1987 году, после защиты в Институт философии АН СССР диссертации на тему: «Соотношение этики и онтологии в классической и современной западной философии (К вопросу о хайдеггеровской критике И. Канта)», ей была присужденаа учёная степень кандидата философских наук.
В 1988 году поступила на работу в Институт философии АН СССР, где проработала до конца своей жизни, сначала в должности младшего научного сотрудника сектора постклассических проблем философии, а после реорганизации этого подразделения — сектора аналитической антропологии (заведующий сектором — Валерий Подорога).

## Общественная деятельность
С 1992 года активно занималась общественной деятельностью. Сотрудничала с общественным фондом «Гласность», руководимом Сергеем Григорьянцем. В 1994 работала в Комиссии общественного расследования по Чечне.

## Преподавательская деятельность
В 1993—2002 годах преподавала в Российском государственном гуманитарном университете и Государственном академическом университете гуманитарных наук, где вела курсы «Введение в философскую антропологию», «Проблематика телесности в философии Нового времени», «„Антропология“ Канта. Опыт современного прочтения», «Классическая и современная философия наказания» и другие.

## Исследовательская и редакторская деятельность
Интересы Елены Ознобкиной в последние годы были сосредоточены на аналитическом исследовании пенитенциарной системы. Философский анализ различных аспектов функционирования системы исполнения наказания Ознобкина сочетала с деятельностью по привлечению внимания общества к негативным сторонам тюремной жизни, соблюдению прав заключённых.
Важным направлением её деятельности стала научно-редакторская работа. При активном участии Ознобкиной были подготовлены переводы на русский язык сочинения Фридриха Ницше, Эдмунда Гуссерля и других философов и исследователей (она, в том числе, внесла значительный вклад в разработку научного аппарата изданий).

## Личная жизнь
В связи с тяжелым системным заболеванием с 2003 года была вынуждена отказаться от деятельности вне стен собственной квартиры. Однако продолжала заниматься как общественной, так и исследовательской деятельностью. Увлекалась филателией.